# Maire (France)
Pour les articles homonymes, voir Maire (homonymie).

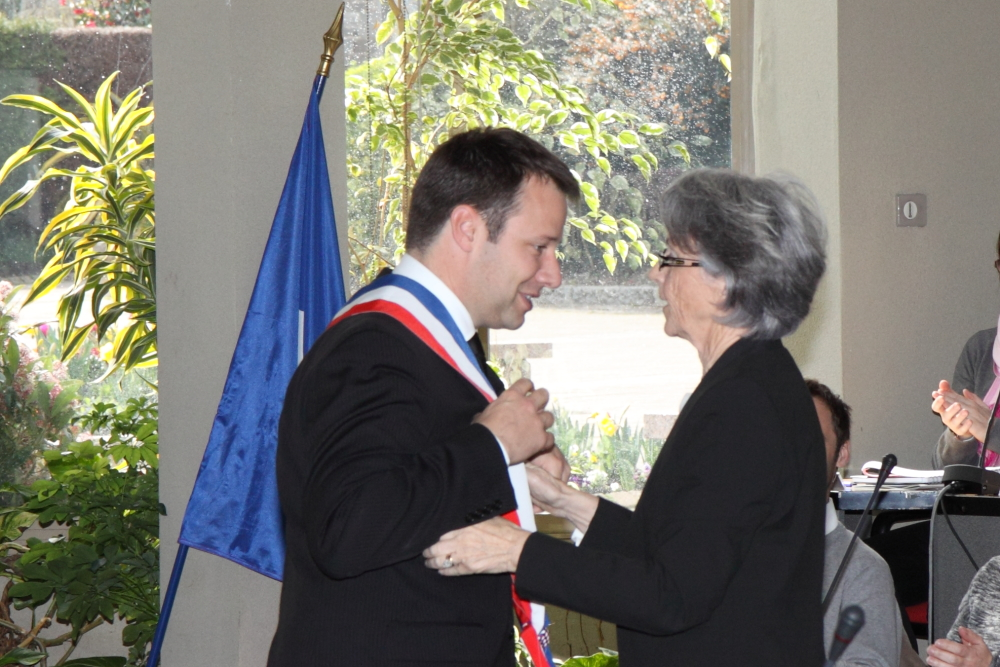
Installation du maire de Liffré, Loïg Chesnais-Girard, à la suite de la première réunion du conseil municipal élu lors des élections de mars 2014. La doyenne du conseil lui remet son écharpe de maire, symbole de sa fonction.

Le maire est, en France, le membre du conseil municipal de la commune élu pour en organiser les travaux et exécuter les délibérations.
Il a ainsi plusieurs rôles : il est à la fois une autorité décentralisée de la République, au sens qu'il détient des pouvoirs réglementaires dévolus par la loi, ce qui lui permet de gérer les affaires de la commune ; il est également un représentant de l'État sur le territoire de cette même commune.
Dans le premier cas, le maire dispose d'importants pouvoirs et de responsabilités propres sur le territoire de sa municipalité, qu'il exerce via des documents appelés arrêtés. Il est notamment le chef de l'administration de la commune, dont il assure la gestion du personnel. Dans le deuxième cas, le maire est un officier d'état civil et officier de police judiciaire. La combinaison de ces deux fonctions le met notamment à la tête de la police municipale, dont il a la responsabilité des activités.
Le rôle, les fonctions et l'influence politique du maire sur son territoire sont aujourd'hui partagées avec celles des présidents d'intercommunalités (d'EPCI, de syndicats techniques ou de syndicats mixtes), qu'il élit au sein notamment du conseil communautaire. Cela créé un débat sur l'avenir du rôle du maire en France, dont les prérogatives peuvent se trouver désormais limitées par l'émergence et l'affirmation de ces nouveaux acteurs qui conduisent de plus en plus de politiques publiques centrales pour la population (urbanisme via le PLUI, transports urbains, ramassage et traitement des déchets en sont des exemples notoires).

## Élection

### Historique
Dès le Xe siècle, certaines villes et bourgs sont dotés d'une charte de franchises communale. Certaines de ces chartes prévoient l’institution d'un maire, qui dirige l'exécutif communal et assume certaines responsabilités, notamment en matière de maintien de l'ordre.
La Révolution française crée un cadre juridique uniforme sur la totalité du territoire, et institue la création de communes, chargées de gérer le territoire des paroisses qui structuraient jusqu'alors le territoire français.
Le 14 juillet 1789, le prévôt des marchands de Paris est assassiné ; ce personnage était élu, mais uniquement parmi des officiers royaux. Le lendemain 15 juillet 1789, il est remplacé, par acclamation, par Jean Sylvain Bailly, président du tiers état et ancien président de l'Assemblée nationale. Le 17 juillet, ce dernier reçoit le roi de France en l’hôtel de ville, ce qui légitime sa prise de pouvoir.
Le décret du 14 décembre 1789 crée les municipalités, qui se substituent aux structures de gestion des territoires locaux de l'Ancien Régime, telles qu'issues des franchises communales.
Par la loi du 22 décembre 1789 relative à la constitution des assemblées primaires et des assemblées administratives et son décret d'application, l'instruction du 8 janvier 1790 sur la formation des assemblées représentatives et des corps administratifs, des élections sont organisées. Les « communautés d'habitants » élisent leurs conseillers et l'agent municipal (le maire), au suffrage censitaire masculin : trois journées de travail pour être électeur, dix journées de travail pour être éligible.
Les premières élections municipales ont lieu en février 1790, le mandat est de deux ans non renouvelable (ou renouvelable après une alternance de deux ans).
Le maire proclame les lois nouvelles directement depuis la chaire de l'église, et avant que la messe ne commence, éventuellement, il peut discuter des évènements et sermonner. Néanmoins, dans certaines municipalités l'église garde sa primauté puisque le maire intervient après la messe et même parfois sur le parvis en dehors de l'église.
Il faut noter qu'en 1791 sont institués les gardes champêtres, qui ont un pouvoir de police administrative.
Les secondes élections municipales ont lieu en novembre 1791. Les troisièmes élections municipales en novembre 1792.
Les quatrièmes élections municipales ont lieu début 1795 mais les agents municipaux sont inféodés aux « présidents des municipalités cantonales », c'est-à-dire que les municipalités deviennent des subdivisions des cantons.
Par la loi du 9 septembre 1798, la célébration religieuse du décadi remplace la messe du dimanche. C'est désormais le maire qui sermonne et surtout célèbre les mariages.
De 1799 à 1848, à l'occasion de la restauration de la monarchie, constitutionnelle, la Constitution du 22 frimaire an VIII (13 décembre 1799) revient sur l'élection du maire, qui est nommé par le préfet pour les communes de moins de 5 000 habitants. La Restauration instaure la nomination des maires et des conseillers municipaux.
Pendant l'interlude des Cent-Jours, le décret du 20 avril 1815 restaure une éphémère élection au suffrage censitaire masculin pour les communes de moins de 5 000 habitants. Les nominations de maires royalistes reprennent après la bataille de Waterloo.
Par la loi du 21 mars 1831, les maires sont nommés (par le roi pour les communes de plus de 3 000 habitants, par le préfet pour les plus petites), mais uniquement parmi les conseillers municipaux élus pour six ans. Les élections ont normalement lieu par moitié des communes tous les 3 ans en novembre, pour une prise de fonction en janvier ou février.
La loi du 18 juillet 1837 sur l'administration communale confirme les pouvoirs de police administrative (aujourd'hui appelés pouvoirs de police du maire ou police municipale), les gardes champêtres perdurent.
Après la Révolution de 1848, du 3 juillet 1848 à 1851, les maires sont élus par le conseil municipal pour les communes de moins de 6 000 habitants.
En 1851, la Deuxième République prévoit la nomination des maires par le préfet, pour les communes de moins de 3 000 habitants et pour cinq ans à partir de 1855. Ces règles s'appliquent aussi pendant le Second Empire.
En 1871, après la chute du Second Empire, la Troisième République instaure l'élection des maires et des maires-adjoints de la plupart des communes par leurs conseils municipaux et en leur sein, à la suite de l'élection des conseillers municipaux au suffrage universel. Cette règle est généralisée à l'ensemble des communes (sauf Paris) par la loi municipale du 5 avril 1884, dont les principes fondamentaux inspirent toujours la législation actuelle.
Toutefois :
- Paris n'a pas eu de maire de 1871 jusqu'à 1977, car la commune est alors administrée par le préfet de la Seine ;
- six communes françaises n'élisent pas leur maire, celui-ci étant désigné par le préfet en l'absence de population. Il s'agit de communes dévastées durant la bataille de Verdun en 1916 et jamais reconstruites en raison de la présence trop importante de munitions non explosées et de la pollution des sols. Ce sont Bezonvaux, Beaumont-en-Verdunois, Cumières-le-Mort-Homme, Fleury-devant-Douaumont, Haumont-près-Samogneux et Louvemont-Côte-du-Poivre[7].

### Situation en 2021
Le maire est le président du conseil municipal. Il est élu à scrutin secret parmi les conseillers municipaux, au cours de la première réunion du conseil municipal qui doit se tenir entre le vendredi et le dimanche qui suit l'élection complète du conseil,.
Si aucun candidat n'a obtenu la majorité absolue après deux tours de scrutin, l'élection se déroule au troisième tour à la majorité relative. En cas d'égalité de suffrages, le plus âgé est déclaré élu.
Comme les autres conseillers municipaux, le maire doit être âgé de 18 ans révolus lors de son élection à ce mandat. Il doit être Français. Les conseillers municipaux (à l'exception des maires et adjoints) peuvent, eux, être citoyens d'un des pays membres de l'Union européenne.

### Incompatibilités et cumuls de mandats
Les fonctions de maire sont incompatibles avec celles de président d'un conseil régional, président d'un conseil départemental (conseil général avant les élections départementales de 2015), ainsi que de commissaire européen, membre du directoire de la Banque centrale européenne ou membre du conseil de la politique monétaire de la Banque de France.
Il en est de même de certains postes de la Direction générale des Finances publiques, notamment chargés du recouvrement ou du contrôle des impôts, qui ne peuvent être élus ni maire, ni maire-adjoint. Les maires de communes de plus de 3 500 habitants et les adjoints au maire des communes de plus de 5 000 habitants ne peuvent en outre pas exercer comme pompier volontaire dans la commune de leur mandat. Cette mesure a été prise pour éviter de possibles conflits de hiérarchie, les pompiers volontaires étant placés sous l'autorité du directeur départemental du service départemental d'incendie et de secours, lui-même placé, lors d'une intervention, sous l'autorité du maire.
La loi sur le cumul des mandats permet à un maire d'avoir un seul mandat électif personnel (député, sénateur, conseiller régional, conseiller départemental), en plus de sa charge municipale. La fonction de conseiller municipal n'est pas considérée comme un mandat personnel.
Il est courant qu'un membre du gouvernement soit maire. Toutefois, entre 1997 et 2007, les différents Premiers ministres ont exigé des ministres et secrétaires d'État qu'ils renoncent à leurs éventuelles mairies, la plupart d'entre eux devenant alors premiers adjoints.

### Adjoint au maire
Le conseil municipal élit également en son sein des adjoints au maire, souvent appelés maires-adjoints, après avoir déterminé, par délibération, leur nombre. Comme les maires, ils doivent être de nationalité française, tandis que les agents des administrations financières concernés par l'incompatibilité mentionnée ci-dessus, ainsi que les pompiers volontaires dans les communes de plus de 5 000 habitants, ne peuvent également être élus maires-adjoints. De plus, « les agents salariés du maire ne peuvent être adjoints si cette activité salariée est directement liée à l'exercice du mandat de maire ».
Le nombre des adjoints au maire est, au maximum, de 30 % de l'effectif du conseil municipal. Ainsi, pour les communes de moins de 100 habitants, dont le conseil municipal est composé, à compter des élections municipales françaises de 2014, de 7 conseillers municipaux, le maire peut avoir 2 adjoints au maximum.
Pour les communes de plus de 80 000 habitants, il peut être créé en plus des adjoints au maires, des adjoints chargés principalement d'un ou plusieurs quartiers, le nombre de ces élus ne pouvant dépasser 10 % de l'effectif du conseil municipal.
Les adjoints au maire sont ensuite élus par le conseil municipal, selon les mêmes règles que celles applicables à l'élection du maire.
Toutefois, depuis les élections municipales de 2008, les maires-adjoints des communes de plus de 3 500 habitants sont élus au scrutin de liste à la majorité absolue, sans panachage ni vote préférentiel, et dans le respect du principe de la parité. Ce régime s'applique, à compter des élections municipales de 2014, aux communes de 1 000 habitants et plus, afin de favoriser l'égalité entre hommes et femmes.

### Délégation spéciale
En cas de dissolution d'un conseil municipal, de démission de tous ses membres en exercice, d'annulation devenue définitive de l'élection de tous ses membres, ou lorsqu'un conseil municipal ne peut être constitué, une délégation spéciale, nommée par arrêté préfectoral dans un délai de huit jours, en remplit les fonctions.
Elle élit son président et, s'il y a lieu, son vice-président. Le président, ou, à défaut, le vice-président, remplit les fonctions de maire. Ses pouvoirs prennent fin dès l'installation du nouveau conseil.

## Durée du mandat
La durée du mandat du maire est de six ans. Elle est égale à celle du conseil municipal,. Il est rééligible.
Le maire possède un mandat propre : il peut démissionner librement et être remplacé en cas de décès, ou de révocation de ses fonctions par décision judiciaire ou décision du conseil des ministres, sans provoquer de nouvelles élections municipales.

## Fonctions et responsabilités
Le maire est à la fois agent de l'État et agent de la commune en tant que collectivité territoriale.
Les pouvoirs et devoirs du maire sont notamment définis par le Code général des collectivités territoriales (CGCT).

### Comme agent de l'État
Sous l'autorité du préfet, le maire remplit des fonctions administratives où il agit par pouvoir lié, notamment :
- la publication des lois et règlements ;
- l'organisation des élections ;
- la légalisation des signatures[29] apposée en sa présence par l'un de ses administrés connu de lui, ou accompagné de deux témoins connus ;
- le maire est chargé, sous l'autorité du représentant de l'État dans le département, de l'exécution des mesures de sûreté générale et des fonctions spéciales qui lui sont attribuées par les lois, par exemple de l'application de la loi no 79-1150 du 29 décembre 1979 sur la publicité, les enseignes[30].
En cas d'urgence, ou pour renforcer dans un but d'ordre public local, la mesure prise par l'autorité supérieure en matière de police, le maire peut être appelé à intervenir au titre de son pouvoir de police administrative générale, en complément des polices spéciales étatiques (par exemple la police spéciale des monuments historiques et des sites naturels) ;
- il exerce aussi des fonctions dans le domaine judiciaire sous l'autorité du procureur de la République : il est officier d'état civil et célèbre par exemple les mariages civils[31] et officier de police judiciaire[32]. À ce titre, il concourt par son pouvoir de police à l'exercice des missions de sécurité publique[33]. Il peut, en particulier, sur les instructions du procureur de la République[34] ou du juge d'instruction[35], être amené à diligenter des enquêtes sur la personnalité des personnes poursuivies ainsi que sur leur situation matérielle, familiale ou sociale. En pratique, ces missions sont surtout confiées aux maires des communes où il n'existe pas d'autres officiers de police judiciaire[36] ; il peut dresser des procès-verbaux d'infraction à diverses réglementations, en particulier en ce qui concerne la réglementation des permis de construire ;
- le maire dispose également d'une fonction judiciaire civile, qui lui confère le droit de recevoir des actes administratifs qui concernent uniquement son territoire, et ont le même statut que les actes notariés[37].

### Comme agent de la commune
Dans ce domaine le maire dispose de pouvoirs propres, avec une large marge d'autonomie et d'appréciation d'application de la loi et de la réglementation notamment dans les matières suivantes :
- il préside le conseil municipal, décide donc de l'ordre du jour du conseil municipal et prépare ses travaux. À ce titre, c'est le maire (et les services municipaux) qui prépare le budget ;
- le maire est le chef de l'administration communale. Il est le supérieur hiérarchique des agents de la commune et dispose d'un pouvoir d'organisation des services ;
- il est l'ordonnateur des dépenses et des recettes de la commune[38] ;
- le maire concourt par son pouvoir de police à l'exercice des missions de sécurité publique[33] et dispose d'une large compétence en matière de police municipale, puisqu'il est notamment chargé d'assurer le bon ordre, la sûreté, la sécurité et la salubrité publiques, la liberté de la voie publique, la prévention et l'organisation des secours contre les catastrophes[39]. À ce titre, il est le responsable du service de la police municipale et des gardes champêtres[40]. Les pouvoirs de police du maire, dans leur forme actuelle, datent essentiellement de la loi des 16 et 24 août 1790 (voir l'article « Police municipale »).

En matière de police administrative spéciale, il dispose de pouvoirs importants dans des domaines variés, tels que :
- la police des immeubles menaçant ruine[41] ;
- la protection contre les risques d'incendie et de panique dans les immeubles recevant du public[42],[43] ;
- la réglementation de la circulation et du stationnement en agglomération pour toutes les voies ouvertes à la circulation publique ou, hors agglomération sur les seules voies communales[44] ;
- l'internement d'office d'urgence des personnes aliénées dangereuses[45] ;
- la police des funérailles et des cimetières, du transport des corps, et doit pourvoir d'urgence à ce que toute personne décédée soit ensevelie et inhumée décemment sans distinction de culte ni de croyance si les proches ne s'en chargent pas.

En matière d'urbanisme, il délivre au nom de la commune les permis de construire et autres autorisations d'urbanisme dans les communes dotées d'un document d'urbanisme, comme un plan local d'urbanisme.
Il publie à cet effet des arrêtés municipaux, pour, par exemple, réglementer la circulation, le stationnement, la baignade et la navigation sur sa commune, autoriser l'ouverture des établissements recevant du public (ERP), prescrire des travaux en cas de mise en danger de la population ou de l'environnement.

### Comme agent exécutif du conseil municipal
Le maire est chargé de l'exécution des décisions du conseil municipal, et agit sous le contrôle de ce dernier. Ses missions consistent notamment à représenter la commune en justice, passer les marchés, signer des contrats, exécuter le budget, gérer le patrimoine.
Il exerce des compétences déléguées par le conseil municipal (affectation des propriétés communales, réalisation des emprunts, création de classes dans les écoles…) et doit alors lui rendre compte de ses actes. Ces délégations sont révocables à tout moment.
Les rôles et responsabilités des maires sont juridiquement indépendants de l'importance de la commune et de ses services. C'est une limite importante de ce régime, puisque l'on voit bien que les maires des petites communes sont souvent écrasés par leurs tâches et n'ont guère les moyens concrets de les exercer. Ceci est particulièrement vrai dans les petites communes, notamment de montagne, où le nombre d'habitants est relativement faible alors que l'étendue du territoire est très vaste et difficilement voire totalement inaccessible (ravins, grottes, gouffres, etc.). C'est l'une des causes de la colère des élus locaux mais aussi de la difficulté de trouver les volontaires pour cette tâche.

### Les adjoints au maire
Comme le maire, ses adjoints sont officiers d'état civil et officiers de police judiciaire.
Ils ont vocation à remplacer le maire en cas d'empêchement de celui-ci, jusqu'à son retour en fonction, en cas d'empêchement provisoire (maladie, voyage imprévu) ou l'élection de son successeur, en cas d'empêchement définitif.
La loi du 13 août 2004 relative aux libertés et responsabilités locales autorise le maire à subdéléguer, à un adjoint ou un conseiller municipal, les délégations qui lui sont confiées par le conseil municipal.
Le maire « peut, sous sa surveillance et sa responsabilité, déléguer par arrêté une partie de ses fonctions à un ou plusieurs de ses adjoints et, en l'absence ou en cas d'empêchement des adjoints ou dès lors que ceux-ci sont tous titulaires d'une délégation à des membres du conseil municipal ». On parle alors d'adjoint au maire délégué ou de conseiller municipal délégué, par exemple l'adjoint au maire délégué aux finances ou l'adjoint au maire délégué aux sports.

## Rémunération
Le CGCT dispose que « les fonctions de maire, d'adjoint et de conseiller municipal sont gratuites ».
Ils sont cependant amenés à toucher des indemnités de fonction, considérées comme un dédommagement.
Les indemnités des maires sont définies aux articles L 2123-23 et L 2511-35 du CGCT en fonction de la taille de la commune, en pourcentage de l'indice brut terminal de l'échelle indiciaire de la fonction publique, soit, depuis le 1er janvier 2024, l'indice brut 1027.
| Indemnités maximales brutes mensuelles (en euros) touchées par les maires et les adjoints selon la population de la commune (au 1er janvier 2024) | Indemnités maximales brutes mensuelles (en euros) touchées par les maires et les adjoints selon la population de la commune (au 1er janvier 2024) | Indemnités maximales brutes mensuelles (en euros) touchées par les maires et les adjoints selon la population de la commune (au 1er janvier 2024) |
| Population (habitants) | Maire | Adjoint |
| --- | --- | --- |
| < 500 | 1 048,18 | 406,94 |
| 500 à 999 | 1 656,54 | 439,83 |
| 1 000 à 3 499 | 2 121,03 | 813,88 |
| 3 500 à 9 999 | 2 260,79 | 904,32 |
| 10 000 à 19 999 | 2 671,84 | 1 130,39 |
| 20 000 à 49 999 | 3 699,47 | 1 356,47 |
| 50 000 à 99 999 | 4 521,58 | 1 808,63 |
| À partir de 100 000 | 5 960,26 | 2 712,95 |
| > 200 000 | | 2 980,13 |

Ces « valeurs sont les plafonds bruts des indemnités fixés par la circulaire du 19 juillet 2010. Il revient au conseil municipal de voter le montant de ces indemnités en respectant ces plafonds ».
Ces indemnités sont soumises aux cotisations sociales obligatoires (retraite, sécurité sociale, etc.), à la CSG, la CRDS et à l'impôt sur le revenu des personnes physiques. Ces prélèvement sont ceux du droit commun.
En cas de cumul de mandats, les indemnité sont plafonnées. Au 1er janvier 2024, ce plafond est fixé à 8 897,93 € par mois.

## Signes distinctifs

### Costume

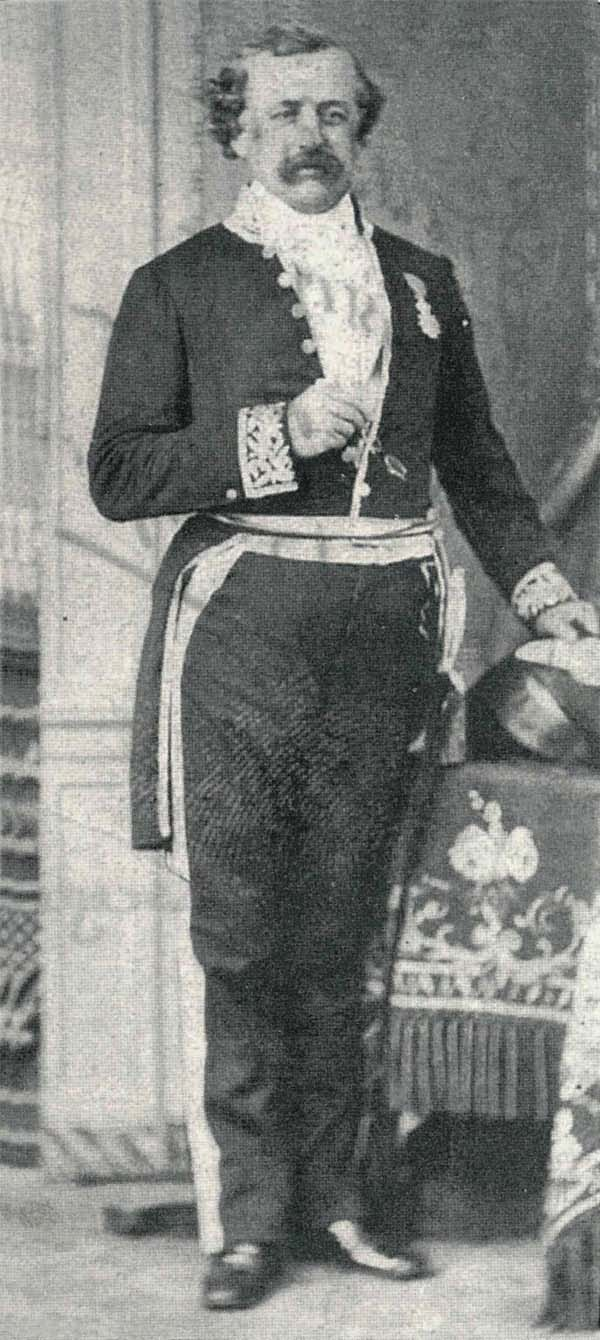
François Veisseyre, maire de Quimper (1865-1870), en costume.

Lors des cérémonies publiques, le maire et les adjoints doivent porter obligatoirement un costume officiel.
Dès 1790, à la création des communes, les maires eurent pour signe distinctif l'écharpe tricolore à frange, le décret de l'Assemblée nationale du 20 mars 1790 prévoyant que « lorsque les officiers municipaux seront en fonction, ils porteront pour marque distinctive une écharpe aux trois couleurs de la nation : bleu, rouge et blanc. » Deux arrêtés du 17 floréal et du 8 messidor an VIII (1800), modifiés notamment par l'article 2 du décret du 1er mars 1852 relatif au costume des fonctionnaires et employés dépendant du ministère de l'Intérieurdéterminent le costume officiel des maires. 
Ces textes, toujours en vigueur mais tombés en désuétude, ont connus un regain de popularité depuis que quelques maires se sont remis à porter le costume depuis 2016,,, costume qui est décrit comme ceci :
- habit bleu, broderie en argent, branche d'olivier au collet, parements et taille, baguette au bord de l'habit ;
- gilet blanc ;
- chapeau français à plumes noires, ganse brodée en argent ;
- épée argentée à poignée de nacre ;
- écharpe tricolore avec glands à franges d'or ;
- petite tenue : même broderie au collet et parements.

Pour les adjoints au maire :
- coins brodés au collet, parement, taille et baguette ;
- écharpe tricolore à franges d'argent ;
- petite tenue : coins au collet et parements[59].

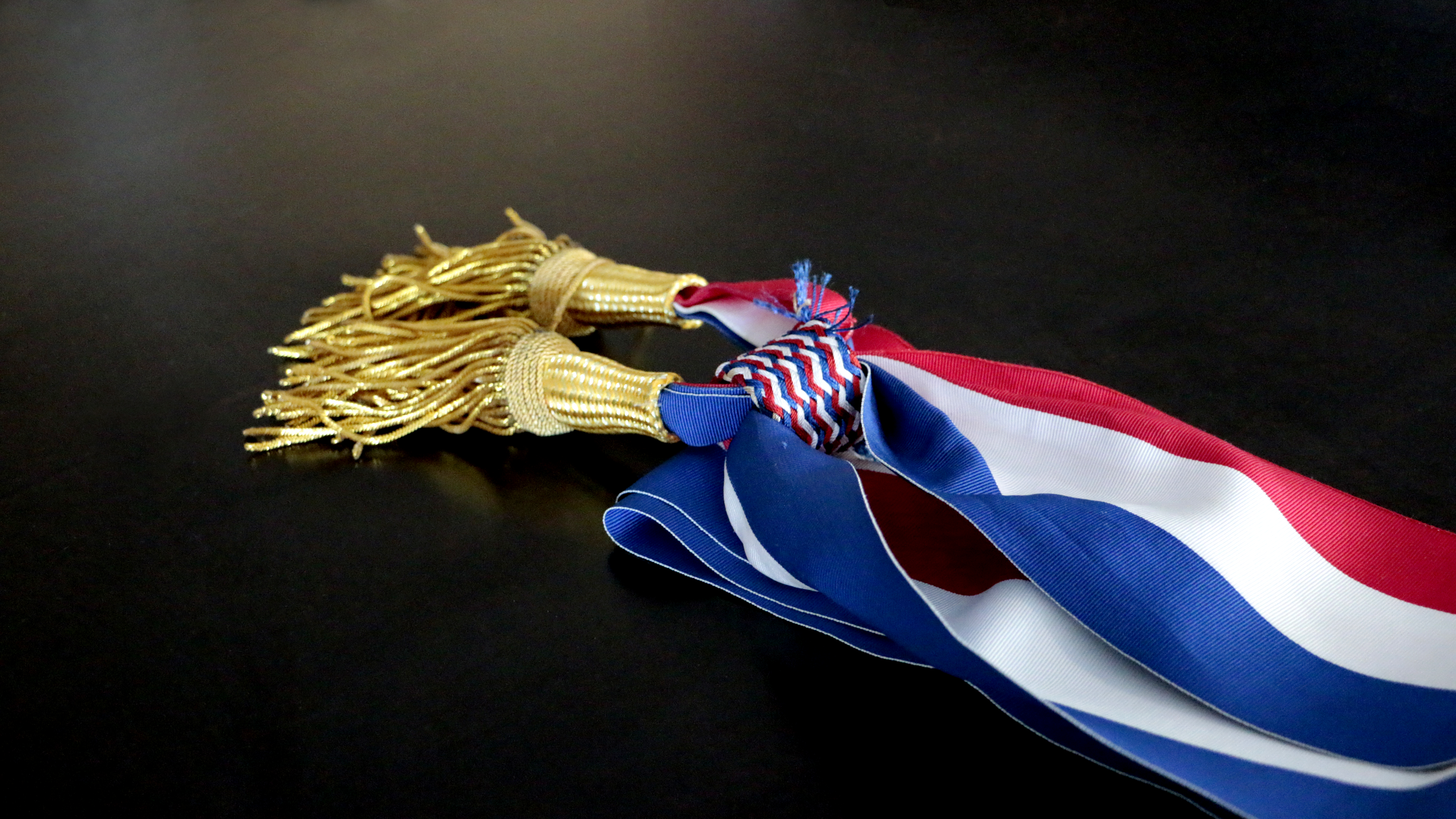
Écharpe tricolore de maire (France)

De nos jours, le port de l'écharpe est régi par les dispositions de l'article D. 2122-4 du CGCT qui dispose que :

« Les maires portent l'écharpe tricolore avec glands à franges d'or dans les cérémonies publiques et toutes les fois que l'exercice de leurs fonctions peut rendre nécessaire ce signe distinctif de leur autorité.
Les adjoints portent l'écharpe tricolore avec glands à franges d'argent dans l'exercice de leurs fonctions d'officier d'état civil et d'officier de police judiciaire, et lorsqu'ils remplacent ou représentent le maire en application des articles L. 2122-17 et L. 2122-18.
Les conseillers municipaux portent l'écharpe tricolore avec glands à franges d'argent lorsqu'ils remplacent le maire en application de l'article L. 2122-17 ou lorsqu'ils sont conduits à célébrer des mariages par délégation du maire dans les conditions fixées par l'article L. 2122-18.
L'écharpe tricolore peut se porter soit en ceinture soit de l'épaule droite au côté gauche. Lorsqu'elle est portée en ceinture, l'ordre des couleurs fait figurer le bleu en haut. Lorsqu'elle est portée en écharpe, l'ordre des couleurs fait figurer le bleu près du col, par différenciation avec les parlementaires. »

Conformément à l'article 431-3 du Code pénal et aux articles L211-9 et R211-12 du Code de la sécurité intérieure, le maire ou l'un de ses adjoints (sauf à Paris), lorsqu'il procède aux sommations afin de disperser un attroupement, doit être porteur des insignes de sa fonction, c'est-à-dire d'une écharpe tricolore ou d'un brassard tricolore.

### Insigne

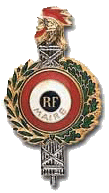
Insigne des maires.

Créé par un décret du 22 novembre 1951, l'insigne officiel des maires aux couleurs nationales est conforme au modèle ci-après : « Sur un fond d'émail bleu, blanc et rouge portant « MAIRE » sur le blanc et « R.F. » sur le bleu ; entouré de deux rameaux de sinople, d'olivier à dextre et de chêne à senestre, le tout brochant sur un faisceau de licteur d'argent sommé d'une tête de coq d'or barbée et crêtée de gueules ».
Le port de l'insigne officiel des maires aux couleurs nationales, dont l'usage est facultatif, est réservé aux maires dans l'exercice de leurs fonctions et ne dispense pas du port de l'écharpe lorsque celui-ci est prescrit par les textes en vigueur.

### Carte d'identité
L'article 5 du décret du 31 décembre 1921 et la circulaire du 17 mars 1931 autorisent les préfets à délivrer aux maires une carte d'identité pour leur permettre de justifier de leur qualité, notamment lorsqu'ils agissent comme officiers de police judiciaire. Celle-ci est délivrée par le préfet uniquement à la demande de l'intéressé.
L’article 42 de la loi du 27 décembre 2019 relative à l’engagement dans la vie locale et à la proximité de l’action publique prévoit qu’à compter de leur désignation, les maires et les adjoints sont destinataires d’une « carte d’identité tricolore » attestant de leurs fonctions.
Désormais, la carte de maire ou d’adjoint est fournie gratuitement, à tous les élus qui la demandent, dans un format moderne et unique.

### Cocarde de véhicule
L'apposition d'une cocarde tricolore ou d'un insigne aux couleurs nationales sur leur véhicule est strictement interdite pour les autorités autres que celles mentionnées par le décret du 13 septembre 1989 (président de la République, membres du Gouvernement, membres du Parlement, président du Conseil constitutionnel, vice-président du Conseil d'État, président du Conseil économique et social, préfets, sous-préfets, représentants de l'État dans les territoires d'outre-mer). Cette liste est strictement limitative. Le non-respect est passible de sanction pénales.
En revanche, les véhicules des élus locaux peuvent être dotés d'insignes distinctifs, de timbres, sceaux ou blasons de leur commune, département ou région, complété par la mention de leur mandat. Cependant seule la vignette du contrôle technique peut être mise sur le pare-brise.

## Communes «mortes pour la France»
Les neuf communes « mortes pour la France » encore existantes (n’ayant pas fusionné avec une commune voisine), sont Beaumont-en-Verdunois, Bezonvaux, Cumières-le-Mort-Homme, Douaumont, Fleury-devant-Douaumont, Haumont-près-Samogneux, Louvemont-Côte-du-Poivre, Ornes et Vaux-devant-Damloup. Ces communes furent totalement dévastées lors de la bataille de Verdun en 1916 et six d'entre elles n'ont jamais été reconstruites, en raison de la présence trop importante de munitions non explosées et de sols bouleversés et pollués.
Au recensement de 1911, la population cumulée de six de ces neuf communes atteignait 1 276 habitants. Ils n'étaient plus que 20 au recensement de 1921, leur nombre s'accroissant jusqu'à 133 au recensement de 1931 mais déclinant à 25 au recensement de 1936 puis jusqu'à 0 depuis le recensement de 1999. Aucun habitant n'a été recensé à Haumont-près-Samogneux à partir de 1931, à Beaumont-en-Verdunois et Louvemont-Côte-du-Poivre à partir de 1936, à Bezonvaux à partir de 1946, et à Cumières-le-Mort-Homme et Fleury-devant-Douaumont à partir de 1999. En 2017, seuls Douaumont, Ornes et Vaux-devant-Damloup sont habités.
Pour conserver leur mémoire, l'État, en 1919, lors des premières élections municipales organisées après la Grande Guerre, décide de doter chacune d'elles d'un conseil municipal restreint de trois membres, dont l'un exerçant les fonctions de maire, nommés par le préfet de la Meuse sur proposition du conseil général. Aujourd'hui, les trois communes encore habitées, Douaumont, Ornes et Vaux-devant-Damloup, disposent d'un conseil municipal élu.
Les six maires nommés sont principalement les garants de l'entité administrative. Chacun d'eux est « président de la commission municipale, maire de N ». Ils ont presque les mêmes attributions que leurs collègues élus : ils portent une écharpe tricolore et tiennent symboliquement les registres d'état civil, qui demeurent cependant vides en raison de l'absence de population. Leur domicile, de fait établi dans une autre commune, fait office de mairie. Cependant, ils n'ont pas le statut de grand électeur pour élire les sénateurs et ne peuvent parrainer un candidat aux élections présidentielles.
Sur chacune de ces communes « mortes pour la France » sont édifiés une « chapelle-abri » et un monument aux morts.

## Âge des maires

### Le plus jeune élu
Hugo Biolley est élu maire à l'âge de 18 ans le 23 mai 2020 à Vinzieux dans le département de l'Ardèche,.
Lors des élections municipales de 2014, le maire élu le plus jeune - en tant que tête de liste - était Stéphane Sieczkowski-Samier, à l'âge de 22 ans à Hesdin dans le Pas-de-Calais. Le 5 avril 2014, Louis Chambon est élu au Falgoux à l'âge de 21 ans et 6 mois, ce qui en fait le plus jeune maire de France, devant Mathieu Cékovic, élu la veille à Saint-Boingt à l'âge de 21 ans et 9 mois. Le 1er décembre 2016, Rémy Dick est élu maire de Florange à l'âge de 22 ans et 4 mois, ce qui en fait le plus jeune maire en activité pour la période de fin 2016 à mai 2020.

### Doyens
Au 24 janvier 2008, l'Agence France-Presse constate que 17 maires sont en fonction depuis 1953 ou avant.
En 2008, Manon Dumoulin, 82 ans, achève son huitième et dernier mandat de maire de Neuville-sur-Ailette (Aisne), une commune comptant 80 habitants. Cinquante ans de magistrature municipale font d'elle l'unique femme de France à avoir rempli huit mandats municipaux sans discontinuer.
En 2014, Arthur Richier à Faucon-du-Caire (Alpes-de-Haute-Provence) et Roger Sénié à La Bastide-de-Bousignac (Ariège) achèvent leur onzième mandat.
En 2019, Jean Savoie, maire en exercice de Pouzay (Indre-et-Loire) depuis 1965, meurt à 95 ans.
Au 1er janvier 2020, la maire la plus âgée est Laëtitia Casalta à Canale-di-Verde (plus de 91 ans).
Le 10 juin 2020, à l'âge de 98 ans, Marcel Berthomé est le plus âgé des maires de France en fonction. Il est maire de la commune de Saint-Seurin-sur-l'Isle (Gironde) depuis 1971.
En 2021, Paul Girod meurt après avoir dirigé la commune de Droizy (Aisne) depuis 1958, faisant de lui le dernier maire à avoir été élu sous la Quatrième République.
Yves Bahu dirige la commune de Priez, dans l'Aisne (58 habitants en 2022) depuis 1959, soit 66 ans. Il est à l'heure actuelle le plus ancien maire encore en poste.

## Féminisation

### Prémices
En 1914, pendant la Première Guerre mondiale, alors que le maire de Soissons a abandonné son poste, la responsable de l'Association des dames françaises Jeanne Macherez se proclame « mairesse de Soissons », agissant comme interlocutrice des Allemands pendant douze jours, afin d'éviter des dommages à la ville,,.
Lors des élections municipales de 1925 et bien que cela soit illégal (le droit de vote et l'éligibilité des femmes n'étant légalisé qu'en 1944) mais profitant d'une ambiguïté du code électoral, plusieurs femmes sont désignées par le PCF comme candidates. Le but est de toucher l'électorat ouvrier, alors que des grèves ont paralysé les conserveries de sardine d'une ville bretonne l'année précédente. Il s'agit d'une initiative du Secrétariat féminin soviétique, relayée par la secrétaire de la commission centrale féminine du PCF Marthe Bigot. Toutes celles qui l'emportent — Joséphine Pencalet à Douarnenez, Émilie Joly et Adèle Métivier à Saint-Pierre-des-Corps, Marie Chaix, Marguerite Chapon, Marthe Tesson et Augustine Variot en banlieue parisienne — voient finalement leur élection annulée par le Conseil d'État,.
Quelques semaines après les élections municipales de 1935, le maire de Dax Eugène Milliès-Lacroix organise un scrutin réservé aux femmes afin d'élire six conseillères municipales adjointes. Le 11 février 1936, il dépose une proposition de loi au Sénat afin que les femmes puissent siéger au sein des conseils municipaux ; le texte n'a pas de suite.

### Seconde Guerre mondiale et Libération
En Martinique, Louisa Mariello devient maire de Macouba en 1941, nommée par l'amiral Robert, haut-commissaire du régime de Vichy,.
La première femme maire de l'histoire de France métropolitaine est la professeure de philosophie Marie-Rose Bouchemousse, nommée à Vigeois en 1943. Sous le régime de Vichy, les femmes ne disposent certes toujours pas du droit de vote ni de l'éligibilité mais les maires sont désormais désignés et non plus élus, ce qui lui permet d'accéder à cette fonction. On ignore pourtant les raisons qui ont conduit à cette nomination.
Après la Libération, le gouvernement provisoire remplace les autorités municipales nommées sous Vichy par des délégations municipales. À Soissons, la résistante communiste Raymonde Fiolet devient présidente de la délégation municipale qui dirige la ville de septembre 1944 à mai 1945. Elle échoue cependant ensuite à se faire élire.
En 1944, Élise Cagniard entre au conseil municipal de Périers-sur-le-Dan (Calvados), où elle est élue maire sur décision du préfet Pierre Daure et sur le vote de quatre conseillers municipaux remplaçant des membres suspendus pour indignité nationale. Elle devient ainsi le 18 novembre 1944 l'une des premières femmes maire de la France libérée, en application de l'ordonnance du Gouvernement provisoire en date du 5 octobre 1944 sur le droit de vote et l’éligibilité des femmes.
Le 21 janvier 1945, Josette Guénin, 31 ans, est élue maire de Villars-Santenoge, en remplacement de son mari, mort pour la France le 25 juillet 1944.

### Premières élections municipales nationales et suites
Les premières élections où des femmes participent sont les élections municipales de 1945 (avril-mai). Souvent, les candidates sont issues de la Résistance. Dans la mesure où le ministère de l'Intérieur ne commence à recenser les femmes élues maires qu'à partir de 1947, on ne connaît pas avec précision le nombre de femmes maires en 1945, les premières élues au suffrage universel, même si une vingtaine ont été recensées. Échigey (Côte-d'Or) a l'originalité de ne compter que des femmes dans son conseil municipal. La communiste Odette Roux est la première femme maire d'une sous-préfecture (Les Sables-d'Olonne). Quant à la gaulliste Suzanne Ploux, élue maire de Saint-Ségal, elle deviendra plus tard députée et ministre. Au niveau national, le nombre de femmes conseillères municipales est de 3 %.
En 1989, la socialiste Catherine Trautmann est élue maire de Strasbourg, ce qui en fait la première femme maire d'une grande ville de France. En 2014, Anne Hidalgo est élue maire de Paris, la capitale.
En 2020, les femmes ne représentent que 17 % des maires en France.

## LGBT
En 2001, Bertrand Delanoë est élu maire de la capitale, alors qu'il a fait publiquement déclaré son homosexualité (coming out) en 1998 lors d'une émission à très forte audience (Zone interdite sur M6). Son orientation sexuelle n'aurait pas eu d'influence sur le vote des électeurs, ou bien les influences négatives et positives se seraient équilibrées[réf. nécessaire].
Probablement pour la première fois en France, en 2020, Marie Cau, une femme transgenre, est élue maire dans un village du Nord de la France (Tilloy-lez-Marchiennes),. Marlène Schiappa secrétaire d'État chargée de l'Égalité entre les femmes et les hommes et de la Lutte contre les discriminations salue cette « première ». Au cours de ces vingt dernières années, la France a compté seulement deux femmes trans parmi les conseillères municipales (dont Camille Cabral en 2001 à Paris).

## Nationalité
Depuis le traité de Maastricht de 1992, les étrangers issus de l'Union européenne peuvent voter et être élus aux élections locales (et réciproquement les Français à l'étranger). Cependant, cette règle n'est transposée en France qu'à partir des élections de 2001. En mars 2014, 5 900 étrangers étaient candidats en France. Au 1er janvier 2020, sur 497 000 élus municipaux, 2 500 élus municipaux de communes françaises n'étaient pas de nationalité française.  Un peu moins d'un tiers de ces 2 500 élus au 1er janvier 2020 étaient Britanniques, moins d'un quart Belges, et au total 22 nationalités sur 28 étaient représentées (21 + la nationalité française).
Pour autant, depuis 1993 le maire et ses adjoints doivent être de nationalité française, au terme de l'article LO2122-4-1 du CGCT de 1998, codifiant l'article 88-3 de la Constitution modifié en 1993, en application du traité de Maastricht, ratifié à la suite d'un référendum en 1992.

## Maires de plusieurs communes
Certaines personnes sont maire de deux ou trois communes au cours de leur carrière. Tel est le cas de Raymond Vergès, père de Jacques et Paul, qui est maire de trois communes de La Réunion différentes entre 1935 et 1957 : Salazie de 1935 à 1942, Saint-Denis en 1946 et Saint-André de 1948 à 1957. C'est également le cas de Josette Pons, maire de Saint-Cyr-sur-Mer de 1983 à 1989, puis du Beausset de 1995 à 2002 et enfin de Brignoles de mars 2014 à juillet 2017. André Trigano, Gil Avérous, Hubert Falco, Jean-Pierre Giran, François Grosdidier, Yves Krattinger, Joaquim Pueyo ou Jean-Jacques Lozach ont été élus maire de deux communes.

## Familles de maires
Une des familles ayant dirigé une commune le plus longtemps est la lignée: Baratte à Templeuve-en-Pévèle. Eugène Baratte, adjoint de M. Maton, suivi d'Yves Baratte, maire de 1812 à 1858, suivi de son fils Eugène de 1858 à 1888, soit 76 ans de père en fils, et enfin Paul Baratte de 1896 à 1918[réf. nécessaire]. Soit une durée cumulée pour cette famille en 2024 de 99 ans.
La lignée Méhaignerie a dirigé Balazé de 1871 à 2020, avec deux interruptions de 1878 à 1882 et de 2008 à 2009. Soit une durée cumulée pour cette famille jusqu'en 2024 de 159 ans.
La famille de Villoutreys de Brignac a dirigé la commune de Chaudron-en-Mauges pendant 179 ans avec 8 générations de maires issus de cette famille jusqu'en 2020. Auxquelles il convient d'ajouter les deux mandats d'André de Villoutreys de Brignac en tant que maire de Janzé de 1904 à 1912 et de 1919 à 1929 avant de devenir maire de Chaudron-en-Mauges, soit 18 ans supplémentaires, portant le nombre d'années de mandature à 197 pour cette famille dont le dernier représentant dans la fonction est Jean-François de Villoutreys de Brignac (né en 1953).
La commune de Chateaubourg, en Ardèche, a également été dirigée pendant 179 ans par 7 générations de la famille Courbis.
D'autres communes comme Combreux (pendant 155 ans), Balazé (pendant 160 ans) ou Aillières-Beauvoir (pendant 205 ans) ont été dirigées par 6 générations ou plus de maires issus de la même famille.
Certaines communes ont connu à leurs têtes, parfois de manière ininterrompue, plusieurs membres de familles subsistantes de la noblesse française. Dans la plupart des cas, il s'agit du châtelain. Parmi ces communes, souvent faiblement peuplée, on peut citer Mouchy-le-Châtel et Épinay-Champlâtreux (maison de Noailles) ; Liancourt et Combreux (maison de La Rochefoucauld) ; Essay et Grosbois-en-Montagne (maison d'Harcourt) ; Josselin (maison de Rohan-Chabot) ; Ballancourt-sur-Essonne (maison de Bourbon Busset) ; Broglie (maison de Broglie) ; Origny-le-Roux (maison de Lévis-Mirepoix) ; Marsan (maison de Montesquiou) ; Oizon (famille de Vogüé) ; Courances (famille de Ganay) ; Hendecourt-lès-Ransart (famille de Diesbach) ; Mazé (famille de Contades) ; Royon (famille de Hauteclocque) ; Autingues (famille de Saint-Just d'Autingues) ; Corcoué-sur-Logne (famille de Goulaine) ; Raray (famille Huchet de La Bédoyère) ; Beaurepaire (famille de Luppé) ; Saint-Michel-Mont-Mercure (famille de Tinguy du Pouët) ; Argentré-du-Plessis (famille du Plessis d'Argentré) ; Saint-Poix (famille d'Andigné) ; Argenton-Notre-Dame (famille de Quatrebarbes) ; Le Pertre (famille de Legge de Kerléan) ; Les Iffs (famille de La Villéon) ; Trébédan (famille de Lorgeril) ; Saint-Lormel (famille Rioust de Largentaye) ; Le Lude (famille de Nicolaï) ; Le Luart (famille Le Gras du Luart) ; Aillières-Beauvoir (famille Caillard d'Aillières) ; Beaucoudray (famille Ganne de Beaucoudrey) ; Chaudron-en-Mauges (famille de Villoutreys de Brignac) ; Letteguives (famille Jourdain de Thieulloy) ; Thaumiers (famille de Bonneval) ; Vanault-les-Dames et L'Hermitière (famille du Buisson de Courson) ; Arcangues (famille d'Arcangues) ; Anneville-en-Saire (famille du Mesnildot).